# Parodia
Parodia là một chi thực vật có hoa trong họ Cactaceae, có mặt tại các vùng cao nguyên ở Argentina, Peru, Bolivia, Brazil, Colombia và Uruguay. Chi này có hơn 50 loài, một số được nhập về từ các chi khác như Eriocactus, Notocactus và Wigginsia.
Chi này được đặt tên theo Domingo Parodi.

## Danh pháp đồng nghĩa
- Acanthocephala Backeb.
- Brasilicactus Backeb.
- Brasiliparodia F.Ritter
- Brasilocactus Fric (nom. inval.)
- Chrysocactus Y.Itô (nom. inval.)
- Dactylanthocactus Y.Itô
- Eriocactus Backeb.
- Eriocephala Backeb.
- Friesia Fric (nom. inval.)
- Hickenia Britton & Rose
- Jauhisoparodia Blackhat
- Malacocarpus Salm-Dyck
- Microspermia Fric
- Neohickenia Fric
- Notocactus (K.Schum.) Fric
- Sericocactus Y.Itô
- Wigginsia D.M.Porter

## Các loài
| - Phân chi Parodia - Nhóm Parodia s.str. - Parodia aureicentra - Parodia ayopayana - Parodia chrysacanthion - Parodia columnaris - Parodia comarapana - Parodia commutans - Parodia formosa - Parodia hausteiniana - Parodia maassii - Parodia microsperma - P. m. subsp. microsperma - P. m. subsp. horrida - Parodia nivosa - Parodia ocampoi - Parodia penicillata - Parodia pilayaensis - Parodia procera - Parodia ritteri - Parodia saint-pieana - Parodia schwebsiana - Parodia stuemeri - Parodia subterranea - Parodia taratensis - Parodia tilcarensis - Parodia tuberculata - Parodia uhligiana - Nhóm Notocactus (=Notocactus s.str. + Wigginsia) - Parodia allosiphon - Parodia arnostiana - Parodia buiningii - Parodia carambeiensis - Parodia concinna - P. c. subsp. concinna - P. c. subsp. agnetae - P. c. subsp. blaauwiana - Parodia crassigibba - Parodia curvispina - Parodia erinacea - Parodia erubescens - Parodia fusca - Parodia herteri - Parodia horstii - Parodia langsdorfii - Parodia linkii - Parodia mammulosa - P. m. subsp. mammulosa - P. m. subsp. brasiliensis - P. m. subsp. erythracantha - P. m. subsp. eugeniae - P. m. subsp. submammulosa - Parodia meonacantha - Parodia mueller-melchersii - P. m. subsp. mueller-melchersii - P. m. subsp. gutierrezii - P. m. subsp. winkleri - Parodia muricata - Parodia neoarechavaletae - Parodia neohorstii - Parodia nothominuscula - Parodia nothorauschii - Parodia ottonis - P. o. subsp. ottonis - P. o. subsp. horstii - Parodia oxycostata - P. o. subsp. oxycostata - P. o. subsp. gracilis - Parodia permutata - Parodia rudibuenekeri - P. r. subsp. rudibuenekeri - P. r. subsp. glomerata - Parodia rutilans - P. r. subsp. rutilans - P. r. subsp. veeniana - Parodia scopa - P. s. subsp. scopa - P. s. subsp. marchesii - P. s. subsp. neobuenekeri - P. s. subsp. succinea - Parodia sellowii - Parodia stockingeri - Parodia tabularis - P. t. subsp. tabularis - P. t. subsp. bommeljei - Parodia tenuicylindrica - Parodia turbinata - Parodia turecekiana - Parodia werdermanniana - Parodia werneri - P. w. subsp. werneri - P. w. subsp. pleiocephala | - Phân chi Eriocactus (Buxb.) F.H.Brandt - Parodia leninghausii - Parodia magnifica - Parodia nigrispina - Parodia schumanniana - P. s. subsp. schumanniana - P. s. subsp. claviceps - Parodia warasii | - Phân chi Brasilicactus (Buxb.) F.H.Brandt - Parodia alacriportana - P. a. subsp. alacriportana - P. a. subsp. brevihamata - P. a. subsp. buenekeri - P. a. subsp. catarinensis - Parodia haselbergii - P. h. subsp. haselbergii - P. h. subsp. graessneri - Parodia rechensis |

## Hình ảnh

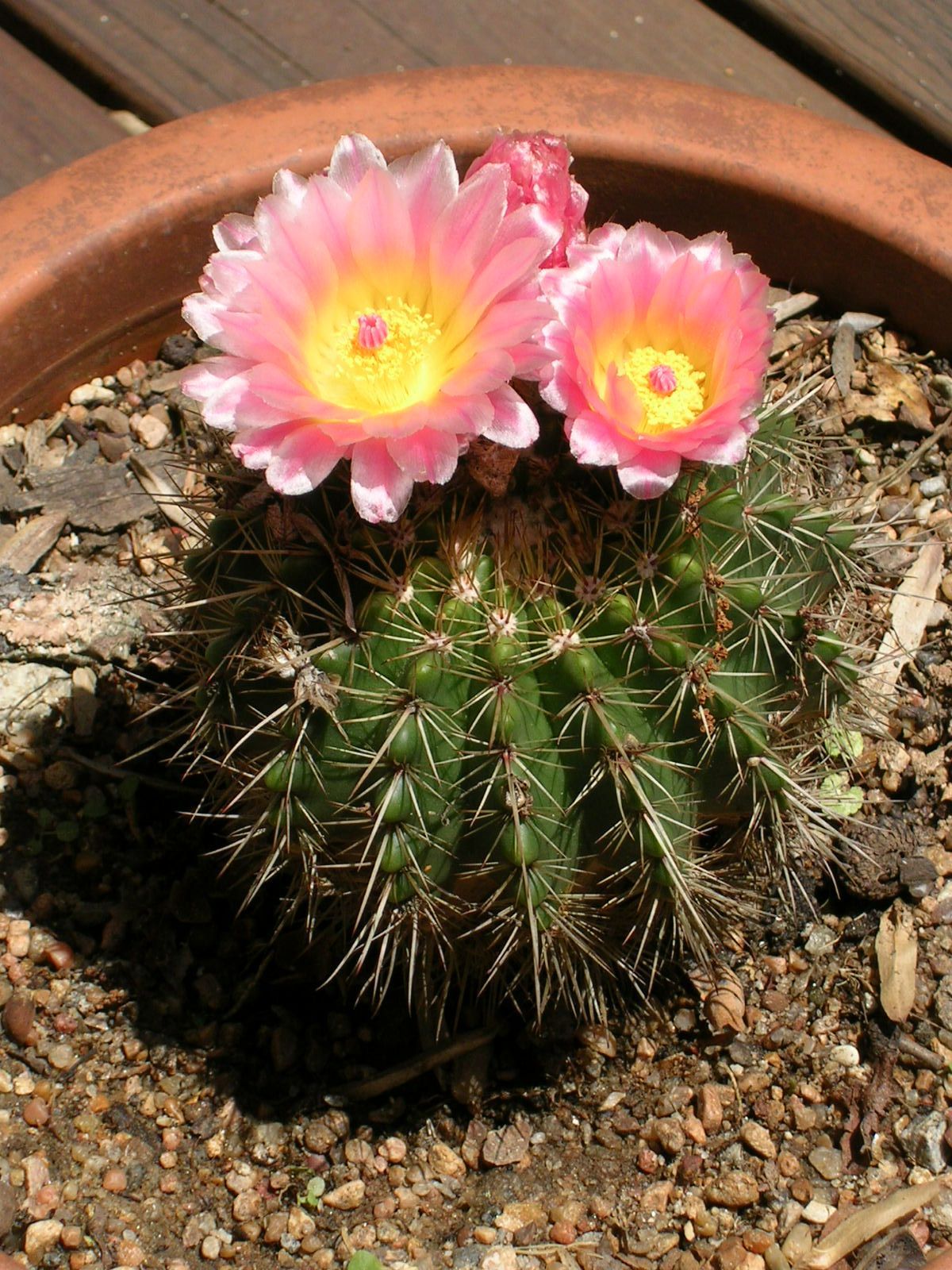
Parodia herteri
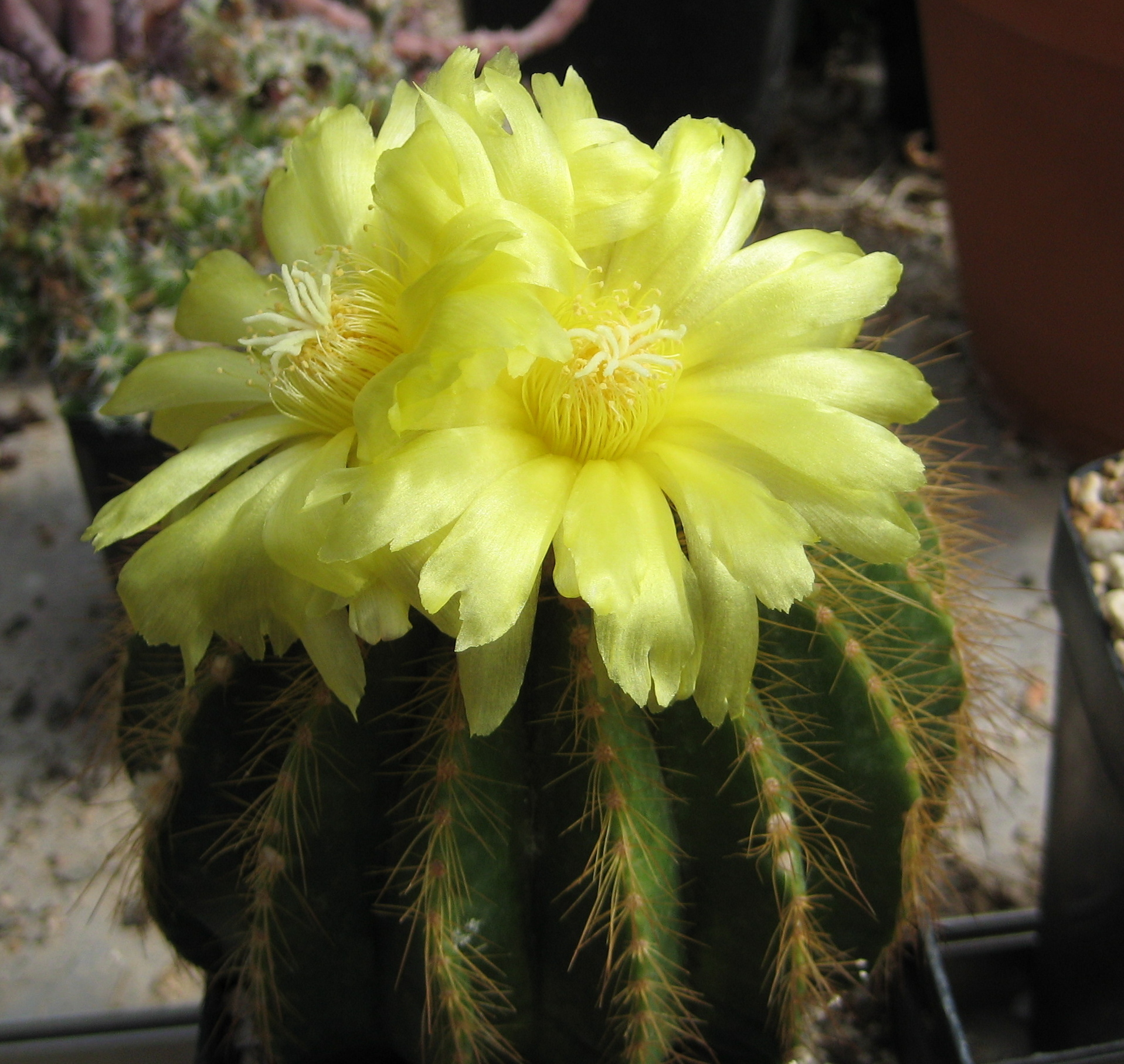
Parodia warasii
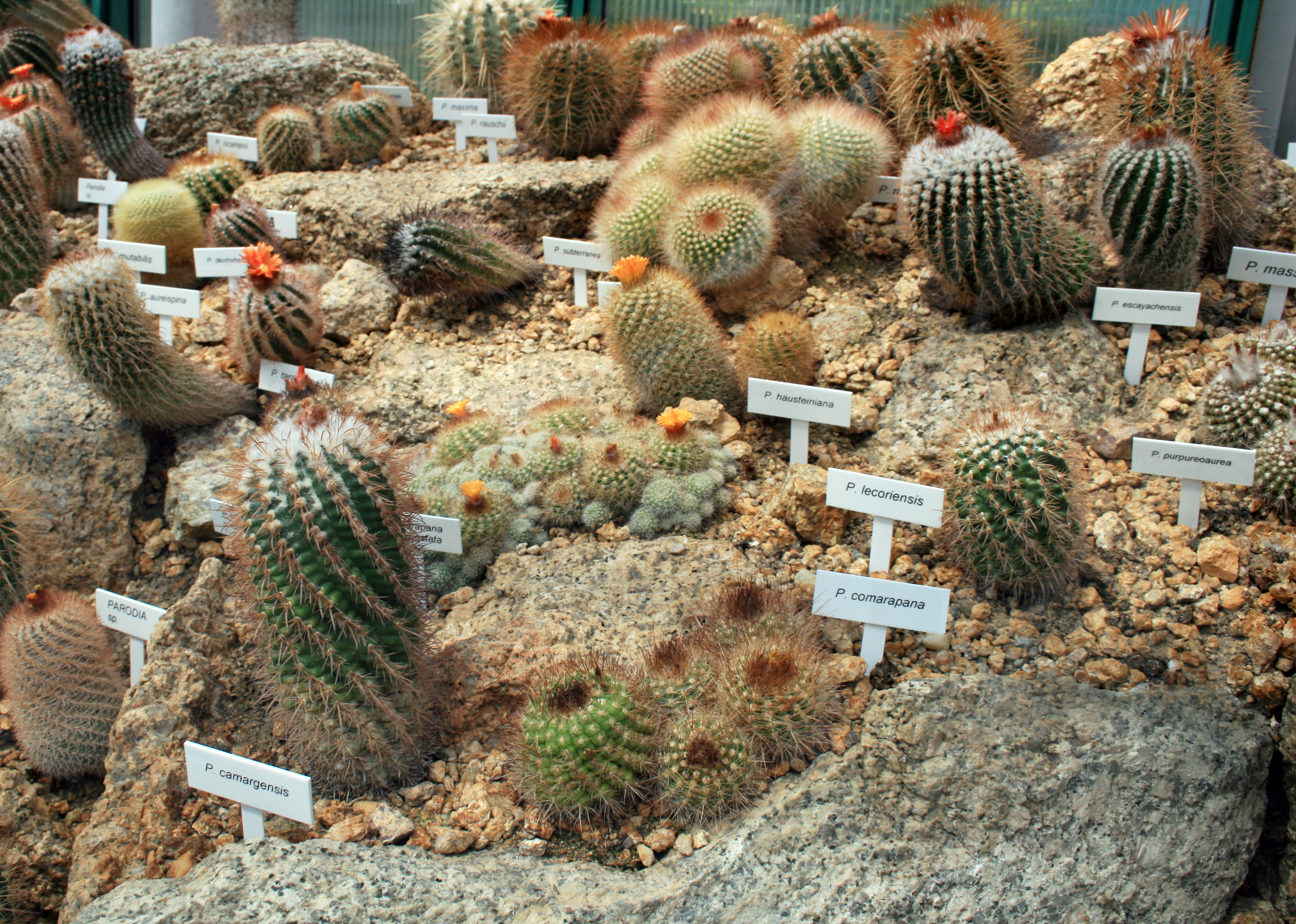
Một số loài Parodia tại Vườn sinh học Liberec
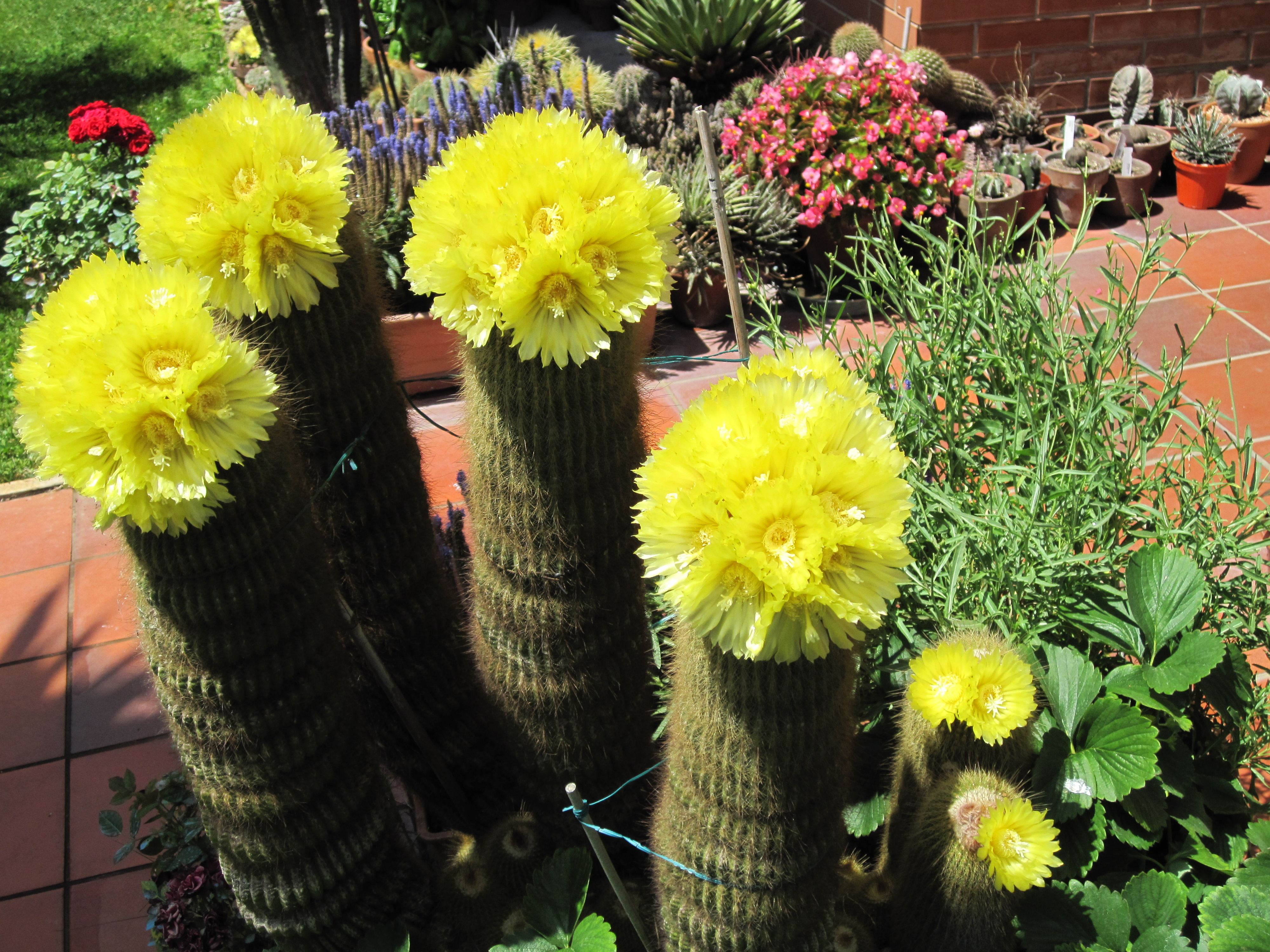
Hoa Parodia leninghausii